# Gryttjärn
Gryttjärn är en by i västra Västmanland i Järnboås socken i nordvästra hörnet av Nora kommun. Byn ligger vid sjön Sångens västra strand. Väster om byn ligger en tjärn, Gryttjärnen. Närmaste större by är Nyhyttan som ligger några kilometer söderut. Precis norr om Gryttjärn ligger Lomnäs och Velamstorp.